# Matías Moreno González
Matías Moreno González (ur. 7 marca 1840 w Fuente el Saz de Jarama, zm. 8 lipca 1906 w Toledo) – hiszpański malarz, rzeźbiarz, kopista i restaurator dzieł sztuki.

## Życiorys
Studiował w Królewskiej Katalońskiej Akademii Sztuk Pięknych św. Jerzego w Barcelonie w latach 1854–1856, a następnie w Królewskiej Akademii Sztuk Pięknych św. Ferdynanda w latach 1856–1864, pod kierunkiem takich malarzy jak Carlos Luis de Ribera i Federico Madrazo. Swoje wykształcenie artystyczne uzupełnił pracując w Muzeum Prado jako kopista dzieł Rubensa, van Dycka, Tycjana, Veronese i Velázqueza. W 1864 uzyskał medal III klasy na Krajowej Wystawie Sztuk Pięknych za Portret panny J.M., dwa lata później otrzymał to samo wyróżnienie za Podbój Kadyksu przez Alfonsa Mądrego. W 1866 rozpoczął pracę w katedrze rysunku w szkole w Toledo, gdzie zaprzyjaźnił się z poetą Gustavem Adolfem Bécquerem i malarzem Ricardo Madrazo. 

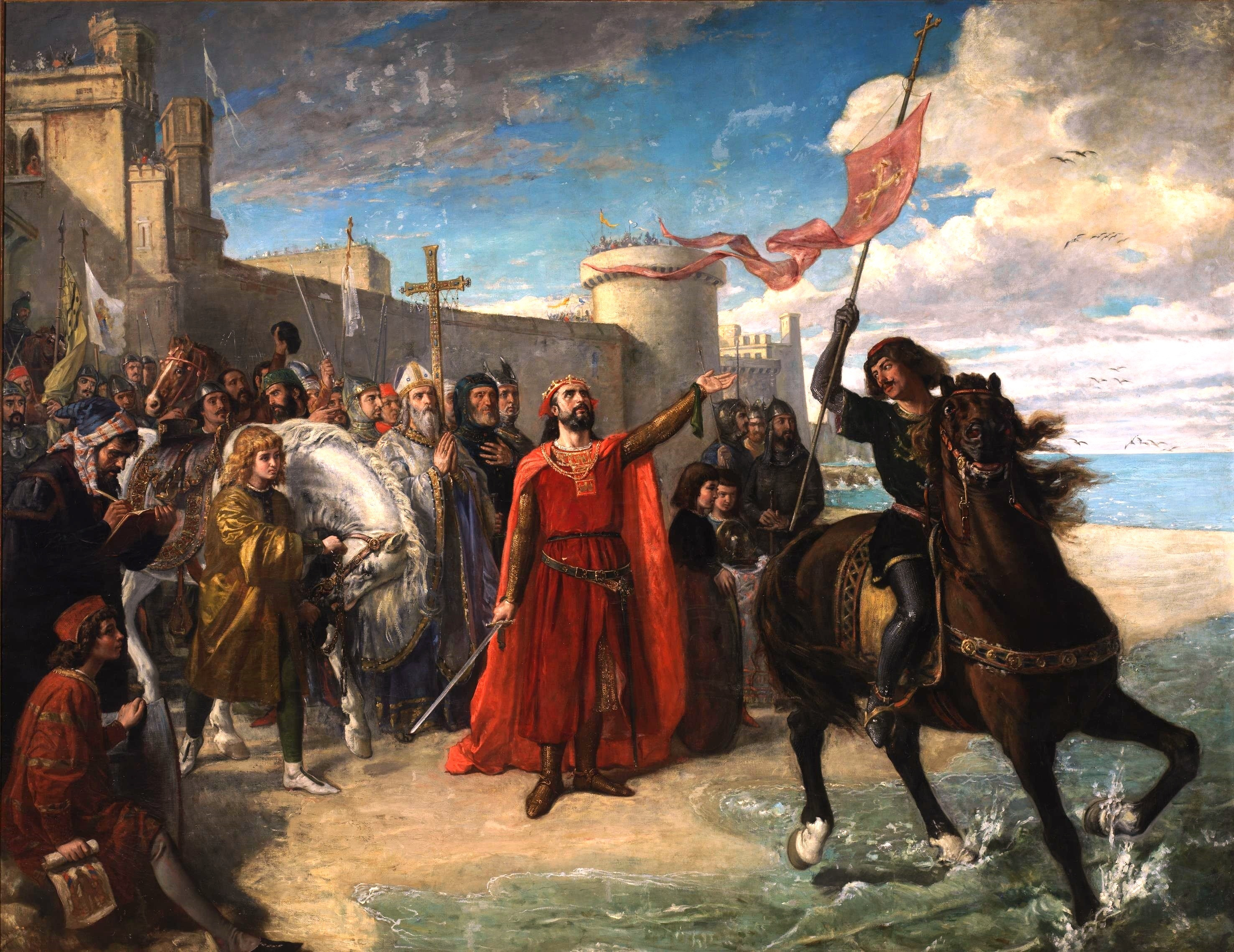
Podbój Kadyksu przez Alfonsa Mądrego, 1866

W 1868 ożenił się z Josefą Martín, z którą miał dwie córki: Maríę i Isabel. 
W 1870 został korespondentem Akademii św. Ferdynanda i członkiem Regionalnej Komisji Zabytków. Wystawił także dwa obrazy na Salonie paryskim. W 1873 razem z Federikiem Madrazo zajął się restauracją obrazu Pogrzeb hrabiego Orgaza, jednego z arcydzieł El Greca znajdującego się w kościele Santo Tomé w Toledo. Nie przyjął wynagrodzenia za drobiazgową pracę nad obrazem. W 1881 ponownie wziął udział w Krajowej Wystawie Sztuk Pięknych i otrzymał medal II klasy za obraz Próba przy organach, w 1904 jeszcze raz zdobył medal III klasy tej wystawy za rzeźbę popiersia. Od 1902 kierował Wyższą Szkołą Sztuk Przemysłowych i zajmował się rzeźbą. 
W 1905 został wybrany radnym Toledo z ramienia Partii Liberalnej. W 1906 został oskarżony o defraudację funduszy szkolnych i chociaż został całkowicie oczyszczony z zarzutów, ten incydent doprowadził do jego śmierci kilka dni później.